# نادی‌هارشانی
نادْیْ‌هارشانی (به مجاری:  Nagyharsány) یک شهرداری در مجارستان است که در ناحیه شیکلوش واقع شده‌است. نادی‌هارشانی ۲۶٫۰۱ کیلومتر مربع مساحت و ۱٬۶۶۳ نفر جمعیت دارد.